# Discografia de Kali Uchis
A discografia de Kali Uchis, uma cantora e compositora colombiana-estadunidense, consiste em quatro álbuns de estúdio, dois extended play, um mixtape, dezessete singles (incluindo cinco como artista convidada), e dezoito videoclipes (incluindo quatro como artista convidada).

## Álbuns

### Álbuns de estúdio
| Isolation - Lançamento: 6 de abril de 2018 - Gravadora(s): Rinse, Virgin EMI, Universal - Formato(s): CD, LP, download digital, streaming                             | 32 | 17 | 4 | 65 | 189 | 70 | 96 | 2 | 62 | 7 |
| Sin Miedo (del Amor y Otros Demonios) ∞ - Lançamento: 18 de novembro de 2020 - Gravadora(s): Interscope, Virgin EMI - Formato(s): CD, LP, download digital, streaming | 52 | —  | — | —  | —   | 98 | 79 | — | —  | — |
| Red Moon In Venus - Lançamento: 3 de março de 2023 - Gravadora(s): Geffen - Formato(s): CD, LP, download digital, streaming                                           | 4  | 2  | — | 70 | 99  | 34 | 53 | — | 52 | 4 |

### Mixtapes
| Detalhes do álbum                                                                                            |
| --- |
| Drunken Babble - Lançamento: 1 de agosto de 2012 - Gravadora(s): Independente - Formato(s): Download digital |

### Extended plays(EP)
| Detalhes do álbum |
| --- |
| Por Vida - Lançamento: 4 de fevereiro de 2015 - Gravadora(s): Independente - Formato(s): Download digital            |
| To Feel Alive - Lançamento: 24 de abril de 2020 - Gravadora(s): Virgin EMI - Formato(s): Download digital, streaming |

## Singles

### Como artista principal
| "Know What I Want"                                                                          | 2014 | —  | —  | —  | — |          | Por Vida                                |
| "Lottery"                                                                                   | 2015 | —  | —  | —  | — |          | Por Vida                                |
| "Loner"                                                                                     | 2015 | —  | —  | —  | — |          | Por Vida                                |
| "Ridin' Round"                                                                              | 2015 | —  | —  | —  | — |          | Por Vida                                |
| "Only Girl" (com Steve Lacy e Vince Staples)                                                | 2016 | —  | —  | —  | — |          | Single sem álbum                        |
| "Tyrant" (com Jorja Smith)                                                                  | 2017 | —  | —  | —  | — |          | Isolation                               |
| "Nuestro Planeta" (com Reykon)                                                              | 2017 | —  | 14 | —  | — |          | Isolation                               |
| "After the Storm" (com Tyler, the Creator e Bootsy Collins)                                 | 2018 | 16 | —  | 30 | 8 | - : Ouro | Isolation                               |
| "Just a Stranger" (com Steve Lacy)                                                          | 2018 | —  | —  | —  | — |          | Isolation                               |
| "Time" (com Free Nationals e Mac Miller)                                                    | 2019 | —  | —  | —  | — |          | Singles sem álbum                       |
| "Solita"                                                                                    | 2019 | —  | 9  | —  | — |          | Singles sem álbum                       |
| "Aquí Yo Mando" (com Rico Nasty)                                                            | 2020 | —  | —  | —  | — |          | Sin Miedo (del Amor y Otros Demonios) ∞ |
| "La Luz" (com Jhay Cortez)                                                                  | 2020 | —  | —  | —  | — |          | Sin Miedo (del Amor y Otros Demonios) ∞ |
| "Te Pongo Mal (Prendelo)" (com Jowell & Randy)                                              | 2020 | —  | —  | —  | — |          | Sin Miedo (del Amor y Otros Demonios) ∞ |
| "—" denota lançamentos que não entraram nas paradas ou não foram lançados nesse território. |      |    |    |    |   |          |                                         |

### Como artista convidada
| "Fucking Young / Perfect" (Tyler, the Creator com Charlie Wilson, Chaz Bundick, Syd Bennett e Kali Uchis) | 2015 | —  | —  | — | —  | — | —  | — | —  |                               | Cherry Bomb           |
| "Get You" (Daniel Caesar com Kali Uchis)                                                                  | 2016 | 93 | 43 | 5 | —  | — | —  | — | —  | - : 2× Platina - : 2× Platina | Freudian              |
| "El Ratico" (Juanes com Kali Uchis)                                                                       | 2017 | —  | —  | — | 45 | 1 | 31 | — | 99 |                               | Mis Planes son Amarte |
| "See You Again" (Tyler, the Creator com Kali Uchis)                                                       | 2017 | —  | —  | — | —  | — | —  | 3 | —  | - : Platina - : Platina       | Flower Boy            |
| "10%" (KAYTRANADA com Kali Uchis)                                                                         | 2019 | —  | —  | — | —  | — | —  | — | —  |                               | Bubba                 |
| "Are You Feeling Sad?" (Little Dragon com Kali Uchis)                                                     | 2020 | —  | —  | — | —  | — | —  | — | —  |                               | New Me, Same Us       |
| "—" denota lançamentos que não entraram nas paradas ou não foram lançados nesse território.               |      |    |    |   |    |   |    |   |    |                               |                       |

## Outras aparições
| Título            | Ano  | Artista(s)                                 | Álbum                                            |
| ----------------- | ---- | ------------------------------------------ | ------------------------------------------------ |
| "On Edge"         | 2014 | Snoop Dogg                                 | That's My Work Volume 3                          |
| "Divine"          | 2014 | GoldLink                                   | The God Complex                                  |
| "Find Your Wings" | 2015 | Tyler, the Creator, Roy Ayers, Syd Bennett | Cherry Bomb                                      |
| "Yellow"          | 2015 | Tyler, the Creator                         | Cherry Bomb                                      |
| "Wave"            | 2015 | Major Lazer                                | Peace Is the Mission                             |
| "She's My Collar" | 2017 | Gorillaz                                   | Humanz                                           |
| "Ticker Tape"     | 2017 | Gorillaz, Carly Simon                      | Humanz                                           |
| "Worth My While"  | 2017 | Bootsy Collins                             | World Wide Funk                                  |
| "Caramelo Duro"   | 2017 | Miguel                                     | War & Leisure                                    |
| "The Turn"        | 2020 | —                                          | The Turning (Original Motion Picture Soundtrack) |

## Vídeos musicais

### Como artista principal
| Título                  | Ano  | Outro(s) artista(s) creditado(s)  | Diretor(es)                    | Ref.   |
| ----------------------- | ---- | --------------------------------- | ------------------------------ | ------ |
| "What They Say"         | 2013 | Nenhum                            | Kali Uchis Tony Katai          | [ 27 ] |
| "Honey Baby"            | 2013 | Nenhum                            | Kali Uchis                     | [ 28 ] |
| "Know What I Want"      | 2014 | Nenhum                            | Kali Uchis Chris Black         | [ 29 ] |
| "Rush"                  | 2015 | Nenhum                            | Kali Uchis WIISSA              | [ 30 ] |
| "Loner"                 | 2015 | Nenhum                            | Kali Uchis Andy Hines          | [ 31 ] |
| "Ridin Round"           | 2015 | Nenhum                            | Kali Uchis Felipe Holguín Caro | [ 32 ] |
| "Only Girl"             | 2016 | Steve Lacy Vince Staples          | Kali Uchis                     | [ 33 ] |
| "Tyrant"                | 2017 | Jorja Smith                       | Heli                           | [ 34 ] |
| "Nuestro Planeta"       | 2017 | Reykon                            | Daniel Sannwald                | [ 35 ] |
| "After the Storm"       | 2018 | Tyler, the Creator Bootsy Collins | Nadia Lee Cohen                | [ 36 ] |
| "Get Up"                | 2018 | Nenhum                            | Kali Uchis                     | [ 37 ] |
| "Dead to Me (Acoustic)" | 2018 | Nenhum                            | Não especificado               | [ 38 ] |
| "Just a Stranger"       | 2018 | Steve Lacy                        | BRTHR                          | [ 39 ] |
| "Solita"                | 2019 | Nenhum                            | Amber Grace Johnson            | [ 40 ] |
| "Aquí Yo Mando"         | 2020 | Rico Nasty                        | Phillipa Price                 | [ 41 ] |

### Como artista convidada
| Título          | Ano  | Artista principal  | Diretor(es)         | Ref.   |
| --------------- | ---- | ------------------ | ------------------- | ------ |
| "Get You"       | 2016 | Daniel Caesar      | Liam MacRae         | [ 42 ] |
| "El Ratico"     | 2017 | Juanes             | Não especificado    | [ 43 ] |
| "See You Again" | 2018 | Tyler, the Creator | Wolf Haley          | [ 44 ] |
| "10%"           | 2020 | KAYTRANADA         | Steven Isaac-Wilson | [ 45 ] |